# Atmetochilus fossor
Atmetochilus fossor is een spinnensoort in de taxonomische indeling van de bruine klapdeurspinnen (Nemesiidae).
Atmetochilus fossor werd in 1887 beschreven door Simon.